# Annibale Orgas
Annibale Orgas, także Hannibal (ur. około 1585 przypuszczalnie w Ankonie lub w Rzymie, zm. 5 lipca 1629 w Raciborowicach) – czynny m.in. w Polsce włoski jezuita (SJ), kompozytor i muzyk.

## Życiorys
Był synem krawca imieniem Domenico. Od 1594 do 1607 roku śpiewał w chórze Collegio Germanico w Rzymie, początkowo jako sopran dziecięcy, gdzie był uczniem Asprilio Pacellego. W 1606 roku przyjął niższe, a w 1610 roku wyższe święcenia. Od około 1607 do 1610 roku kierował wspólną kapelą kościoła Il Gesù i Seminario Romano, w którym to seminarium studiował przez rok metafizykę i przez dwa lata teologię. Uzyskał doktorat z teologii. W latach 1613–1619 pełnił funkcję kapelmistrza Collegio Germanico i kościoła Sant’ Apollinare. Występował także jako organista w kościele San Giacomo degli Spagnoli. W 1616 roku miał odrzucić posadę kapelmistrza kapeli cesarskiej w Wiedniu.
Przypuszczalnie w 1619 roku przybył do Polski i objął kierownictwo nowo utworzonej kapeli przy katedrze wawelskiej. W 1628 roku objął przewodnictwo Kapeli Rorantystów, pomimo iż – zgodnie ze statutem – funkcja ta zarezerwowana była dla Polaków. W tymże roku odwiedził Warszawę i odbył półroczną podróż do Włoch. Był proboszczem w Raciborowicach i wyposażył we włoskie dzieła sztuki miejscowy kościół, w którym został pochowany.

## Twórczość
Jako kompozytor nie był zbyt popularny, w ówczesnych antologiach brak jego utworów. Drukiem ukazał się przypuszczalnie tylko zbiór 22 utworów w 9 księgach pt. Sacrarum cantionum 4, 5, 6, 8 vocum cum basso ad organum et musicae instr. liber I (wyd. Rzym 1619). Zbiór ten zawiera teksty sławiące Jezusa Chrystusa jako drugą osobę Trójcy Świętej, pierwszych siedem utworów stanowi muzyczne opracowanie łacińskich tekstów wierszowanych, nawiązujących do tekstów laud. Utwory przeznaczone na jeden chór (4- i 5-głosowe) wykazują pokrewieństwo z motetami Palestriny, w kompozycjach 6-głosowych i kompozycjach dwuchórowych wieloodcinkowa forma oparta jest na zmiennej obsadzie głosów w kolejnych odcinkach tekstu. W Archiwum Kapitulnym w Krakowie zachowały się w rękopisach motety Orgasa Vir inclite Stanislae (1626) i De Sancto Martino: Deus noster (1628). Ponadto w 1622 roku miał skomponować kantatę ku czci poległych w bitwie pod Chocimiem.